# Karl Arnold (pilot)
Karl Arnold (ur. 3 marca 1893; zm. ?) – as lotnictwa niemieckiego Luftstreitkräfte z 6 potwierdzonymi zwycięstwami w I wojnie światowej.
Karl Arnold służbę w  Jagdstaffel 72 rozpoczął na początku marca 1918 roku, 18 marca został ranny w wypadku lotniczym. Po powrocie ze szpitala do jednostki na początku kwietnia 1918 roku brał udział w akcjach jednostki. Pierwsze zwycięstwo odniósł 21 maja, ostatnie szóste 15 października nad francuskim samolotem Bréguet XIV w okolicach Avancon.